# باسل خرطبیل
باسل خرطبیل یا باسل صفدی (زادهٔ ۲۲ مهٔ ۱۹۸۱ در دمشق، درگذشته ۲۰۱۵) فعال مدنی توسعه‌دهندهٔ نرم‌افزارهای متن‌باز، اهل سوریه با اصالت فلسطینی است. او از ۱۵ مارس ۲۰۱۲، اولین سالگرد خیزش مردم سوریه، توسط دولت سوریه دستگیر شد و در زندان عدرا در دمشق محبوس گردید. در ۳ اکتبر ۲۰۱۵ به مکانی نامعلوم منتقل شد تا احتمالاً در دادگاه نظامی مورد محاکمه قرار گیرد. دیده‌بان حقوق بشر و ۳۰ سازمان دیگر حقوق بشری در ۷ اکتبر ۲۰۱۵ نامه‌ای سرگشاده نوشته و خواستار اطلاع از محل حبس خرطبیل شدند. در ۱۱ نوامبر شایعه‌هایی به گوش رسید که خرطبیل مخفیانه به مرگ محکوم شده است. در اوت ۲۰۱۷ مأموران حکومت سوریه به همسر باسل، نورا، اطلاع دادند که همسرش در سال ۲۰۱۵ در زندان عدرا اعدام شده است.

## زندگی و فعالیت‌ها
خرطبیل در ۲۲ مه ۱۹۸۱ در دمشق متولد و در سوریه بزرگ شد و در توسعهٔ نرم‌افزارهای متن‌باز تخصص پیدا کرد. او مسئول فنی و یکی از بنیانگذاران شرکت پژوهشی آیکی لب (Aiki Lab) و مسئول فنی شرکت الأوس بود. شرکت الأوس مؤسسه‌ای انتشاراتی و پژوهشی است که در حیطهٔ هنرها و علوم باستان‌شناسی فعالیت می‌کند. خرطبیل مسئولیت رهبری و اجرای برخی از پروژه‌های کریئیتیو کامنز سوریه را بر عهده داشته، و در پروژه‌های موزیلا فایرفاکس، ویکی‌پدیا، اپن‌کلیپارت، فابریکاتورز، و شریسم مشارکت کرده است. گفته می‌شود که فعالیت‌های او در «بازکردن مسیر اینترنت در سوریه و گسترش دسترسی به اینترنت و اطلاعات آزاد برای مردم سوریه مؤثر بوده است».
تهیهٔ تصویر سه‌بعدی از بازسازی شهر قدیمی پالمیرا از آخرین کارهای او به‌شمار می‌آید.

## دستگیری و زندان
باسل در ۱۵ مارس ۲۰۱۲ توسط نیروهای اطلاعاتی نظامی سوریه‌ای بازداشت شد. از آن زمان، او بدون محاکمه و اتهام در زندان نگاه داشته شد و براساس گزارشهای منتشر شده از شکنجهٔ شدید و رفتار نامناسب کارکنان زندان سوریه، شامل یک دورهٔ هشت ماههٔ زندان انفرادی رنج برده است. در دسامبر ۲۰۱۲، باسل نزد دادستانی نظامی برده شد. در طول تفهیم اتهام کوتاهش، باسل قادر نبود دفاعیهٔ خود را ارائه کرده یا به نمایندهٔ قانونی دسترسی داشته باشد. پس از آن، او به زندان عدرا در حومهٔ دمشق منتقل شد.
در ۳ اکتبر ۲۰۱۵، باسل از سلول خود در زندان عدرا به جای نامعلومی منتقل شد و پس از آن خبری از او منتشر نشد.
در نوامبر ۲۰۱۵، گزارش‌های تأیید نشده‌ای از سوی خانواده‌اش منتشر شد که ممکن است او توسط یک دادگاه نظامی مخفی بدون حق فرجام‌خواهی به مرگ محکوم شده باشد.

## فعالیت‌ها برای تعیین سرنوشت باسل

### سازمان‌های بین‌المللی
عفو بین‌الملل در ۲۰ نوامبر ۲۰۱۵ بیانیه‌ای در رابطه با وضعیت باسل خرطبیل صادر کرد و در آن از دولت سوریه خواسته است:
- بلافاصله محل که باسل خرطبیل زندانی است را افشاء کرده و او به وکیل و خانواده‌اش دسترسی داشته باشید
- اطمینان حاصل کنید که او از شکنجه و بدرفتاری محافظت می‌شود
- بلافاصله و بدون قید و شرط او را آزاد کنید[۵]

در آوریل ۲۰۱۶، گروه کاری سازمان ملل در بازداشت خودسرانه برای رهایی فوری باسل از زندان درخواست داد، و ادامهٔ بازداشت او را «مستبدانه» توصیف کرد. گروه همچنین تأکید کرد که حکومت سوریه برای ارائهٔ «هر اطلاعاتی که نشان دهد فعالیت صلح‌آمیز و بدون خشونت آقای خرطبیل تهدیدی به امنیت ملی یا نظم عمومی بوده است.» شکست خورده است.
بیش از ۳۰ سازمان حقوق‌بشر (شامل سازمان عفو بین‌الملل، دیده‌بان حقوق بشر، شاخص سانسور، سازمان گزارشگران بدون مرز و مرکز خلیج فارس برای حقوق بشر) نامه‌ای سرگشوده را امضا کردند تا حکومت سوریه را وادار سازند مکان باسل را فاش ساخته و دوباره او را نزد خانواده‌اش بازگرداند. هیئت مدیرهٔ کریتیو کامنز نیز یک فراخوانی عزم راسخ برای آزادی باسل را تصویب کرد، و آزمایشگاه رسانه ام‌آی‌تی نیز به باسل پیشنهاد کار علمی پژوهشی در مرکز رسانهٔ مدنی را داد تا بر روی پروژه‌هایی برای در دسترس ساختن تاریخ سوریه برای جهان کار کند.

### خانواده مفقودشدگان
تعدادی از زنان سوری در حاشیه مذاکرات صلح سوریه خواهان پیگیری وضعیت بستگان خود شدند آنها از سازمان ملل خواستند تا برای اطلاع از سرنوشت بستگان گمشده‌شان به آنها کمک کند. روز پنج شنبه ۲۳ فوریه ۲۰۱۷ استفان دی میستورا، فرستاده ویژه سازمان ملل در سوریه، این زنان را در شروع مذاکرات صلح ملاقات کرد. نورا قاضی همسر باسل خرطبیل که یک وکیل حقوق‌بشر است، یکی از این زنان بود که در رابطه با همسرش به خبرگزاری رویترز گفت: «من متاهلم اما همسرم یک بازداشتی است، او دو هفته پیش از عروسی‌مان در ۱۵ مارس ۲۰۱۲ دستگیر شد. ده ماه بعد، او را به زندان عدرا در دمشق فرستادند…»... وی گفت که باسل را در اکتبر ۲۰۱۵، به مکانی نامعلوم منتقل کردند.
این زنان طی بیانیه مشترکی اعلام کردند: «ما به عنوان خانواده‌های این افراد خواهان آزادی فوری بستگانمان هستیم که به‌طور غیرقانونی بازداشت شده‌اند.»

## اعدام توسط حکومت سوریه
در اوایل اوت ۲۰۱۷ مأموران حکومت سوریه به نورا همسر باسل، اطلاع دادند که همسرش در سال ۲۰۱۵ در زندان عدرا اعدام شده است. وی گفت که رژیم اسد شوهرش را پس از شکنجه در زندان اعدام کرده است. نورا طی مطلبی در حساب فیسبوک خود اعلام کرد که از اعدام همسرش مطلع شده است.

## واکنش‌ها

### آمریکا
سخنگوی وزارت خارجه آمریکا هیتر نوئرت روز ۳ اوت ۲۰۱۷ در واکنش به اعدام باسل خرطبیل گفت:
«آمریکا عمیقاً از گزارش‌هایی که در مورد اعدام وب لاگر و فعال سوری باسل خرطبیل توسط رژیم سوریه متأثر است. ما عمیقترین مراتب تسلیت‌مان را از صمیم قلب به خانواده و دوستان و عزیزان او ابراز می‌داریم. آمریکا خشم شدید خود را بر سر تکرار اعمال بیرحمانه شامل شکنجه و اعدام‌های فراقضایی که توسط رژیم اسد انجام می‌شود ابراز می‌دارد. رژیم اسد مسئولیت درد و رنج گسترده، مرگ و نابودی برعهده دارد که بر مردم خود وارد نموده است.
روزانه افراد شجاعی تلاش می‌کنند تا ویرانی را که رژیم اسد ببار آورده ترمیم کنند و آمریکا به ایستادن در کنار آنها ادامه می‌دهد و این در حالی است که مردم سوریه به جانب راه حل ازطریق مذاکره سیاسی برای پایان دادن به این جنگ تلاش می‌کنند.»

## جوایز
- باسل خرطبیل در سال ۲۰۱۲ در فهرست ۱۰۰ اندیشمند مهم جهان قرار گرفت.
- در سال ۲۰۱۳ توسط سازمان «ایندکس آن سنسور شیپ» موفق به دریافت جایزه آزادی بیان شد.[۳]